# Tiszajenő, Jász-Nagykun-Szolnok
Tiszajenő  este un sat în districtul Szolnok, județul Jász-Nagykun-Szolnok, Ungaria, având o populație de 1.676 de locuitori (2011). 

## Demografie
Componența etnică a satului Tiszajenő
     Maghiari (98,87%)
     Necunoscut (0,42%)
     Alții (0,71%)
Componența confesională a satului Tiszajenő
     Romano-catolici (38,37%)
     Fără religie (20,23%)
     Reformați (10,14%)
     Necunoscută (29,71%)
     Alte religii (2,8%)
Conform recensământului din 2011, satul Tiszajenő avea 1.676 de locuitori. Din punct de vedere etnic, majoritatea locuitorilor (98,87%) erau maghiari. Apartenența etnică nu este cunoscută în cazul a 0,42% din locuitori. Nu există o religie majoritară, locuitorii fiind romano-catolici (38,37%), persoane fără religie (20,23%) și reformați (10,14%). Pentru 29,71% din locuitori nu este cunoscută apartenența confesională.